# Odontodactylus scyllarus
Odontodactylus scyllarus (лат.) — вид крупных хищных ротоногих ракообразных из семейства Odontodactylidae. Обитает на морском дне в Индо-Тихоокеанском регионе от Гуама до Восточной Африки и вплоть до Южной Африки.
Обитает в прибрежных водах на глубине от 3 до 40 метров, максимум до 70 метров, встречается преимущественно на песчаном или гравийном дне в окрестностях коралловых рифов.

## Внешний вид
Odontodactylus scyllarus — один из самых крупных и красочных раков-богомолов, размер которых варьируется от 3 до 18 см. Раскраска преимущественно зелёная с оранжевыми ногами и леопардоподобными пятнами на передней части тела. Самки светлее самцов, а молодые особи почти жёлтые.
Имеют 3 пары универсальных передних конечностей. Под грудной клеткой находятся три, а под животом пять пар ходильных ног.
Продолжительность жизни достигает 20 лет.

### Ударные ногочелюсти

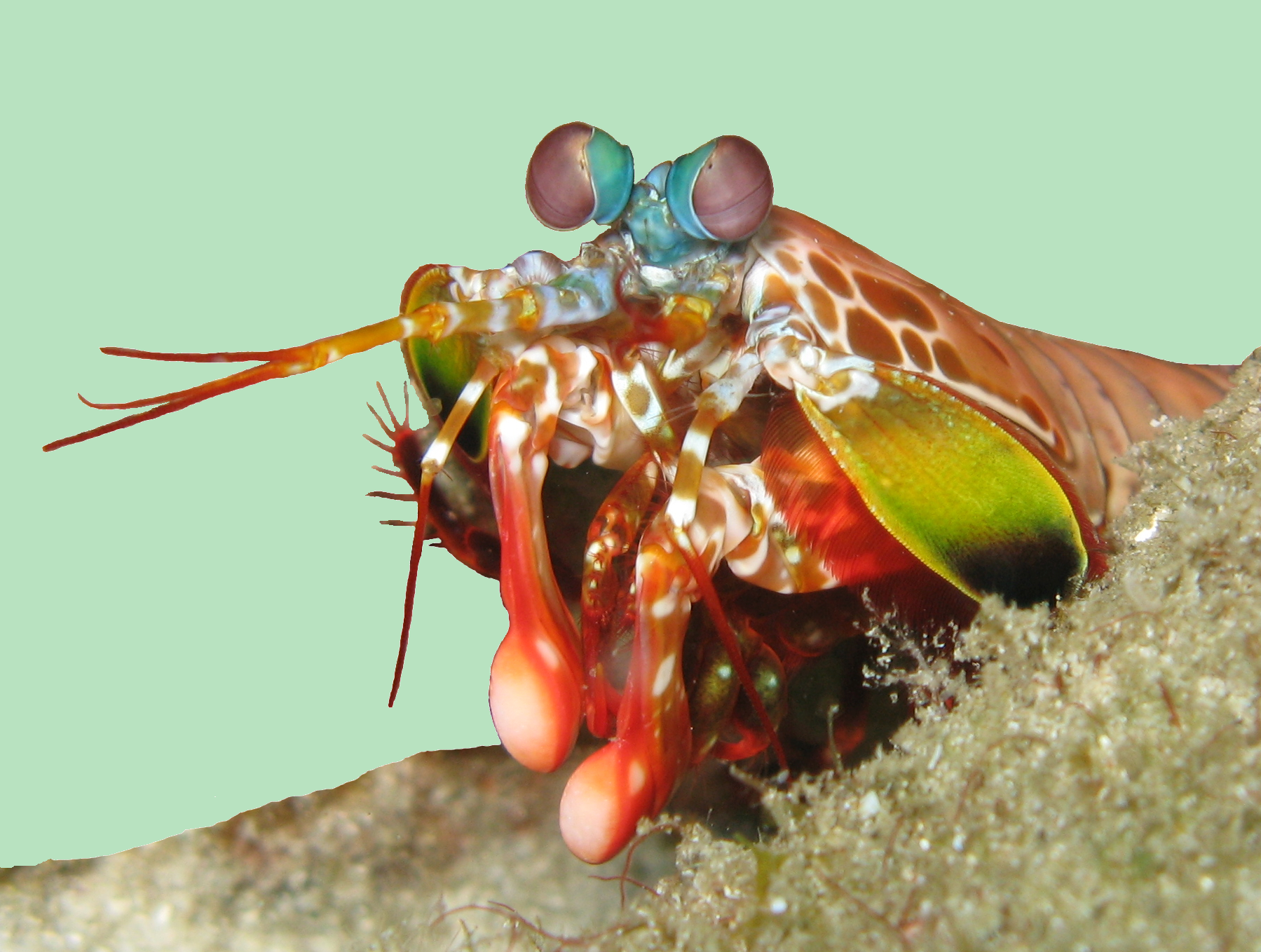
Ударные ногочелюсти в виде булав оранжевого цвета

Обладают длинными ногочелюстями, которые визуально напоминают хватательные конечности богомолов.
Оконечности ногочелюстей имеют уплотнения, напоминающие боксёрские перчатки. Согласно ряду исследований, данный вид креветок обладает самым стремительным ударом среди всех обитателей Земли, при охоте конечности практически мгновенно развивают скорость до 80-100 километров в час, что в 50 раз быстрее моргания глаза человека, и что сопоставимо с ударной силой вылетающей из ствола пули 22-го калибра.
Сила удара составляет около полутора тысяч ньютонов, что позволяет разбивать твёрдые раковины моллюсков. Скорость удара придатка вызывает образование кавитационных пузырьков. Когда эти пузырьки лопаются, они выделяют большое количество тепла, временно повышая температуру до очень высокого уровня и ещё больше ослабляя броню своей жертвы.
В результате исследования, проведённого в Калифорнийском университете в Ирвайне, было установлено, что покров конечностей креветки-богомола состоит из минерала гидроксиапатита, его ударная часть состоит из наночастиц, которые поглощают и рассеивают энергию ударного воздействия большой величины. Нанометровые сферические частицы уложены «ёлочкой» в непрерывную последовательность, как чешуя рыбы, благодаря чему по поверхности такой структуры сила удара распределяется равномерно.
Спиральная закрутка цепочек из частиц минерала ещё больше укрепляет внешний слой ногочелюстей креветки-богомола.

### Зрение
Глаза креветки располагаются на двух подвижных жгутиках на голове и имеют очень большой угол вращения и обзора. Они имеют сферическую форму и поделены по центру параллельными линиями, обладают способностью воспринимать и преобразовывать поляризованный свет, чего не могут делать люди. Они видят не только линейный поляризованный свет, но также свет, поляризованный по кругу. И могут преобразовывать первый во второй, и наоборот. Кроме того креветки способны видеть в оптическом, инфракрасном и ультрафиолетовом диапазонах спектра.
Глаза Odontodactylus scyllarus содержат 16 типов белков-рецепторов, в то время, как человек обладает лишь 3 типами, однако качество зрения из-за этого преимущества ставится некоторыми учёными под сомнение, так как мозг раков-богомолов не сравнивает данные, поступающие с разных рецепторов, а использует их в «сыром» виде.

## Поведение
Предпочитают вести одиночный образ жизни. Живут в норах U-образной формы которые вырывают в рыхлом дне у оснований коралловых рифов на глубине от 3 до 40 метров. Норы покидают крайне редко, лишь в случаях неблагоприятных условий либо в моменты поиска партнёра. Часто между особями возникают драки за право обладать норой, находящейся в удачном для охоты месте. Перед поединком особи сначала пытаются напугать оппонента размером. В процессе поединка креветки теряют конечности, однако потерянные конечности со временем регенерируются.
Ведут предпочтительно дневной образ жизни. Всегда охотятся из норы, добыча настигается молниеносным выбросом хватательных ногочелюстей, время атаки составляет 2 миллисекунды. При охоте полагаются на чувствительные усики и зрение. Основу рациона составляют различные ракообразные (Crustaceae) брюхоногие (Gastropoda) и двустворчатые моллюски (Bivalvia), иногда охотятся на рыбу. Сами являются предметом охоты для голубых тунцов (Thunnus orientalis), а также осьминогов (Octōpoda) и кальмаров (Teuthida).
Линька происходит примерно каждые два месяца. После сбрасывания старого панциря животное около 9 дней находится в своём укрытии, дожидаясь затвердевания нового хитинового покрова. На это время верхняя часть норы закрывается камнем или раковиной.

## Размножение
Достигают половозрелости в тот момент, когда длина особи вырастает до 8−10 сантиметров. Спаривания происходят в полнолуние. Самцы предварительно ухаживают за самками, исполняя перед ними некое подобие танца. Отмечен ряд случаев, когда между особями достигаются супружеские отношения, такие пары могут совместно существовать до 2 лет, что является редким явлением среди беспозвоночных.
После оплодотворения самка способна хранить сперму до 10 месяцев, выбирая оптимальное время оплодотворения. Нерест проходит весной или летом. Икра после оплодотворения вынашивается 2-3 месяца, одна особь способна вынашивать до 50 тысяч икринок. Во время вынашивания икринок самка не способна самостоятельно охотиться и голодает. В случае, если она имеет супружескую пару, самец приносит ей пищу.
После вылупления личинки сначала живут в поверхностных слоях воды среди планктона, позже опускаются на дно.